# Skid Row (álbum)
Skid Row es el álbum debut de la banda del mismo nombre editado en 1989, también es el álbum más exitoso de la banda, con alrededor de 20 millones de copias vendidas en todo el mundo. Algunas canciones destacadas del álbum son "18 And Life", con un sonido asemejado al de la escena del sleaze rock, género predominante en Sunset Strip, Los Ángeles, por ese entonces, o "Youth Gone Wild", el cual se convirtió en un himno rebelde para los adolescentes y jóvenes de la época.
El otro sencillo fue "I Remember You", que más adelante, se convertiría en una balada extremadamente romántica y aclamada por los fans. Fue certificado con el quíntuple disco de platino en los Estados Unidos, disco de oro en el Reino Unido y triple disco de platino en Canadá.

## Lista de canciones
| N.º | Título                      | Escritor(es)                                     | Duración |  |
| 1.  | «Big Guns»                  | Rachel Bolan, Scotti Hill, Dave Sabo, Rob Affuso | 3:36     |  |
| 2.  | «Sweet Little Sister»       | Bolan, Sabo                                      | 3:10     |  |
| 3.  | «Can't Stand the Heartache» | Bolan                                            | 3:24     |  |
| 4.  | «Piece of Me»               | Bolan                                            | 2:48     |  |
| 5.  | «18 and Life»               | Bolan, Sabo                                      | 3:50     |  |
| 6.  | «Rattlesnake Shake»         | Bolan, Sabo                                      | 3:07     |  |
| 7.  | «Youth Gone Wild»           | Bolan, Sabo                                      | 3:18     |  |
| 8.  | «Here I Am»                 | Bolan, Sabo                                      | 3:10     |  |
| 9.  | «Makin' a Mess»             | Sebastian Bach, Bolan, Sabo                      | 3:38     |  |
| 10. | «I Remember You»            | Bolan, Sabo                                      | 5:10     |  |
| 11. | «Midnight/Tornado»          | Matt Fallon, Sabo                                | 4:17     |  |

## Sencillos
| Año  | Título            | Lista                            | Posición |
| ---- | ----------------- | -------------------------------- | -------- |
| 1989 | "18 and Life"     | Mainstream Rock Tracks           | 11       |
| 1989 | "18 and Life"     | The Billboard Hot 100            | 4        |
| 1989 | "I Remember You"  | Billboard Mainstream Rock Tracks | 23       |
| 1989 | "I Remember You"  | The Billboard Hot 100            | 6        |
| 1989 | "Youth Gone Wild" | Billboard Mainstream Rock Tracks | 20       |
| 1989 | "Youth Gone Wild" | The Billboard Hot 100            | 99       |

## Miembros
- Sebastian Bach - Voz
- Scotti Hill - Guitarra
- Dave "Snake" Sabo - Guitarra
- Rachel Bolan - Bajo
- Rob Affuso - Batería